# Heinz Weiss
Heinz Weiss (12 de junio de 1921 – 20 de noviembre de 2010) fue un actor alemán.

## Biografía
Nacido en Stuttgart, Alemania, se graduó en una escuela de secundaria (Wirtschaf) a finales de los años 1930, formándose después como actor en el Staatstheater de su ciudad natal. Sin embargo, en 1940 hubo de servir en la Wehrmacht, resultando gravemente herido durante la Segunda Guerra Mundial. Finalizada la contienda volvió a actuar, trabajando en la temporada 1946/47 en el Neuen Theater de Stuttgart, en 1947/48 en el Städtischen Bühnen de Osnabrück, en 1948/49 en el Jungen Theater de Stuttgart, entre 1949 y 1952 en el Städtische Bühnen de Augsburgo junto a actores de la talla de Rolf Boysen, desde 1952 a 1956 en el Städtische Bühnen de Essen, en 1956 como invitado en el Städtische Bühnen de Fráncfort del Meno, y entre 1956 y 1958 en el Staatstheater Nürnberg. Posteriormente trabajó en giras teatrales como actor independiente, y cambió su interés como intérprete, centrándose en las producciones televisivas y cinematográficas.
En 1959 llegó un momento clave en su carrera con el papel del soldado alemán Clemens Forell en la serie televisiva de Fritz Umgelter So weit die Füße tragen (en la que también actuaban Wolfgang Büttner, Hans Epskamp y Hans E. Schons), una exitosa adaptación de la novela homónima de Josef Martin Bauer en la que, con enorme éxito de audiencia, se relataban las experiencias de un exsoldado de la Wehrmacht tras fugarse de un campo de prisioneros soviético en Siberia.
Weiss superó con dificultad la imagen de soldado, y llegó a actuar en más de un centenar de películas y programas televisivos, trabajando junto a estrellas de la talla de Julie Christie y Gert Fröbe. Entre 1965 y 1969 participó en varias películas de la serie policíaca de Jerry Cotton, que protagonizaba George Nader, y en las cuales encarnaba a Phil Decker. Además, a lo largo de la década de 1960 trabajó en diferentes episodios de series televisivas criminales como Das Kriminalmuseum o Die fünfte Kolonne. En sus últimos años ganó fama por su trabajo televisivo. Fue el capitán Heinz Hansen en la serie Das Traumschiff desde 1983 a 1999, y el comisario en Cluedo – Das Mörderspiel, además de trabajar en varios telefilmes. 
En 1999 sufrió una sepsis como consecuencia de una herida de guerra que nunca había alcanzado la total curación, debiendo sufrir la amputación de la pierna derecha. Desde entonces hubo de uutilizar siempre una silla de ruedas. En el año 2003 publicó una autobiografía, Logbuch meines Lebens.
Heinz Weiss falleció en Grünwald, Alemania, en 2010, a los 89 años de edad. Fue enterrado en el Cementerio Waldfriedhof de Grünwald.

## Filmografía (selección)
- 1958 : Wenn die Conny mit dem Peter
- 1959 : Strafbataillon 999
- 1959 : So weit die Füße tragen (miniserie TV)
- 1960 : Division Brandenburg
- 1960 : Das große Wunschkonzert
- 1961 : Der grüne Bogenschütze
- 1961 : Die Journalisten (telefilm)
- 1961 : Nur der Wind
- 1961 : Unter Ausschluß der Öffentlichkeit
- 1961 : Auf Wiedersehen
- 1963 : Der Belagerungszustand (telefilm)
- 1963 : Die Abrechnung (telefilm)
- 1963 : Das Unbrauchbare an Anna Winters (telefilm)
- 1963 : Sonderurlaub (telefilm)
- 1963 : Freundschaftsspiel (telefilm)
- 1963 : The Great Escape
- 1964 : Die fünfte Kolonne (serie TV), episodio Treffpunkt Wien
- 1964 : Das Kriminalmuseum (serie TV), episodio Der stumme Kronzeuge
- 1964 : Der Mann nebenan (telefilm)
- 1964 : Flug in Gefahr (telefilm)
- 1964 : Bewährungshelfer Berger (miniserie TV)
- 1964 : Die Truhe (telefilm)
- 1964 : Das Kriminalmuseum (serie TV), episodio Tödliches Schach
- 1965 : Intercontinental Express (serie TV)
- 1965 : Ein Abschiedsgeschenk (telefilm)
- 1965 : Schüsse aus dem Geigenkasten
- 1965 : Fall erledigt – 'End of Conflict' (telefilm)
- 1965 : Mordnacht in Manhattan
- 1966 : Um null Uhr schnappt die Falle zu
- 1966 : Das Kriminalmuseum (serie TV), episodio Das Etikett
- 1966 : Die Venezianische Tür (telefilm)
- 1966 : Münchhausen (telefilm)
- 1966 : Der Mann, der sich Abel nannte (telefilm)
- 1966 : Die Rechnung – eiskalt serviert
- 1966 : Der Fall der Generale (telefilm)
- 1966 : Begründung eines Urteils (telefilm)
- 1967 : Bürgerkrieg in Rußland (miniserie TV)
- 1967 : Der Mörderclub von Brooklyn
- 1968 : Dynamit in grüner Seide
- 1968 : Claus Graf Stauffenberg (telefilm)
- 1968 : Der Tod im roten Jaguar
- 1968 : Die fünfte Kolonne (serie TV), episodio Eine Million auf Nummernkonto
- 1968 : Sir Roger Casement (serie TV)
- 1969 : Marinemeuterei 1917 (telefilm)
- 1969 : Nennen Sie mich Alex (telefilm)
- 1969 : Todesschüsse am Broadway
- 1970 : Immer bei Vollmond
- 1971 : Les aventures du Capitaine Luckner (serie TV)
- 1972 : Jugend einer Studienrätin (telefilm)
- 1972 : Max Hölz. Ein deutsches Lehrstück (telefilm)
- 1973 : Die merkwürdige Lebensgeschichte des Friedrich Freiherrn von der Trenck (miniserie TV)
- 1974 : Im Vorhof der Wahrheit (telefilm)
- 1974 : Die unfreiwilligen Reisen des Moritz August Benjowski (miniserie TV)
- 1975 : Tatort (serie TV), episodio Die Rechnung wird nachgereicht
- 1975 : Die Brücke von Zupanja
- 1975 : Der tödliche Schlag (telefilm)
- 1975 : Des Christoffel von Grimmelshausen abenteuerlicher Simplicissimus (miniserie TV)
- 1976 : Der Winter, der ein Sommer war (miniserie TV)
- 1977 : Tatort (serie TV), episodio Feuerzauber
- 1978 : Die Kur (serieTV)
- 1978 : Wallenstein (miniserie TV)
- 1979 : Blauer Himmel, den ich nur ahne (telefilm)
- 1979 : La confusion des sentiments (telefilm)
- 1979 : Die Protokolle des Herrn M (serie TV), episodio Keine Antwort aus Zürich
- 1979 : Tatort (serie TV), episodio Zweierlei Knoten
- 1981 : Der Fuchs von Övelgönne (serie TV)
- 1981 : Berlin, Tunnel 21 (telefilm)
- 1982 : Les Quarantièmes rugissants
- 1982 : Doktor Faustus
- 1983 : The Winds of War (miniserie TV)
- 1983 : Wagner (miniserie TV)
- 1983–1999 : Das Traumschiff (serie TV, 28 episodios)
- 1984 : The Little Drummer Girl
- 1985 : Der Stadtbrand (telefilm)
- 1985 : Christopher Columbus (miniserie TV)
- 1985 : Le transfuge
- 1986 : Peter the Great (miniserie TV)
- 1988 : War and Remembrance (miniserie TV)
- 1989 : Die Schwarzwaldklinik (serie TV, episodio 70)
- 1993 : Cluedo – Das Mörderspiel (serie TV)
- 1994 : Immenhof (serie TV)
- 1998 : Rosamunde Pilcher (serie TV), episodio Rückkehr ins Paradies